# Христо Силянов
Христо Силянов (24 травня 1880, Стамбул — 26 вересня 1939, Софія, Болгарія, Османська імперія) — болгарський революціонер, поет, історик і мемуарист, діяч "Внутрішньої македонсько-одринської революційної організації", що задокументував її роботу в її найвідомішій своїй праці «Визвольна боротьба Македонії» (2 томи, 1934 і 1943). Силянов був членом масонської ложі.  Використовував наступні псевдоніми:  Рушкин , Ружкин, Иже Глаголев, Пирински, Сирак, Спектатор, R і Rouge. 

## Біографія
Народився в Стамбулі 24 травня 1880 р. в родині Івана Силянова з Охрида і матір'ю його була грекиня. Його батько помер, коли Христо був малим, тому хлопець виховувався дядьком.  Навчався в Константинополі і болгарській чоловічій гімназії в Салоніках, але після створення класичного факультету в 1899 р. перейшов і закінчив Бітольську болгарську гімназію, де став членом ВМОРО під впливом гімназійного викладача Даміана Груєва. Працював педагогом у Прилепі, де з 1899 до 1900 був членом окружного революційного комітету. Після 1900 вчителював у Леріні, а в 1902 р. пішов у підпілля і приєднався до чоти Марка Лерінського. Брав участь у передачі зброї з Греції до Костура . Згодом поїхав до Софії на лікування і виступив проти рішення Конгресу в Салоніках з 3 по 4 січня 1903 р. пройти курс на повстання. Працює на єдність різних македонських революційних фракцій. Обраний секретарем з'їзду на Петровій ниві 28 червня 1903 р. 

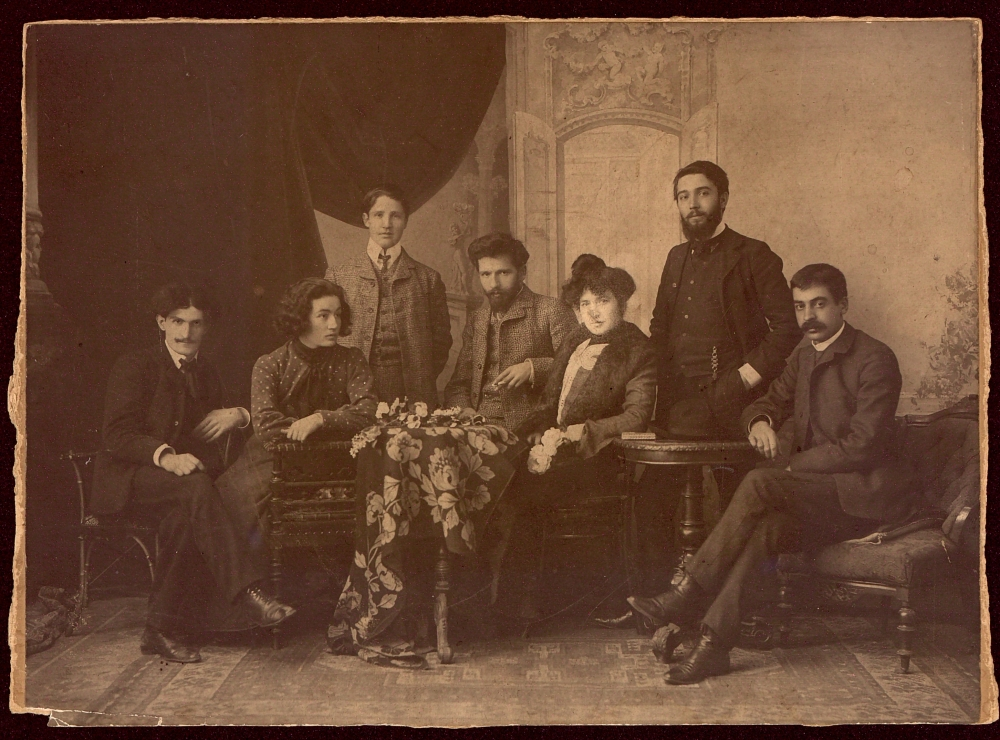
Зліва направо: Христо Силянов, Софія Малиновська-Силянова, Тодор Добринович, Антон Страшиміров, Стефка Страшимірова, Михаїл Герджиков, Пейо Яворов, 1904

Під час Ілліден-Преображенського повстання замісник-воєвода, разом з Іваном Варналієвим перебував у терористичній партії Михаїла Герджикова і брав участь у боях за визволення Василіко і Ахтополя. До кінця вересня загін Михаїла Герджикова захищає біженців, які рятуються втечею в Болгарію. 
Після розгрому повстання Силянов поїхав до Софії. У 1905 був одним із ініціаторів створення журналістського товариства в Софії. Зустріч проходила у Сан-Стефано, на площі «Трапезиця». Після декількох зустрічей 27 листопада 1905 був прийнятий статут і обрано першу раду. На цій зустрічі були присутніми Сава Ільчов, Іван Коларов, Іван Павлов Костов, Христо Абрашев, Христо Силянов, Петар Завов, Димитар Константинов, Іван Недев, Александар Кіпров, Стоян Власаков і Лазар Пулієв . 

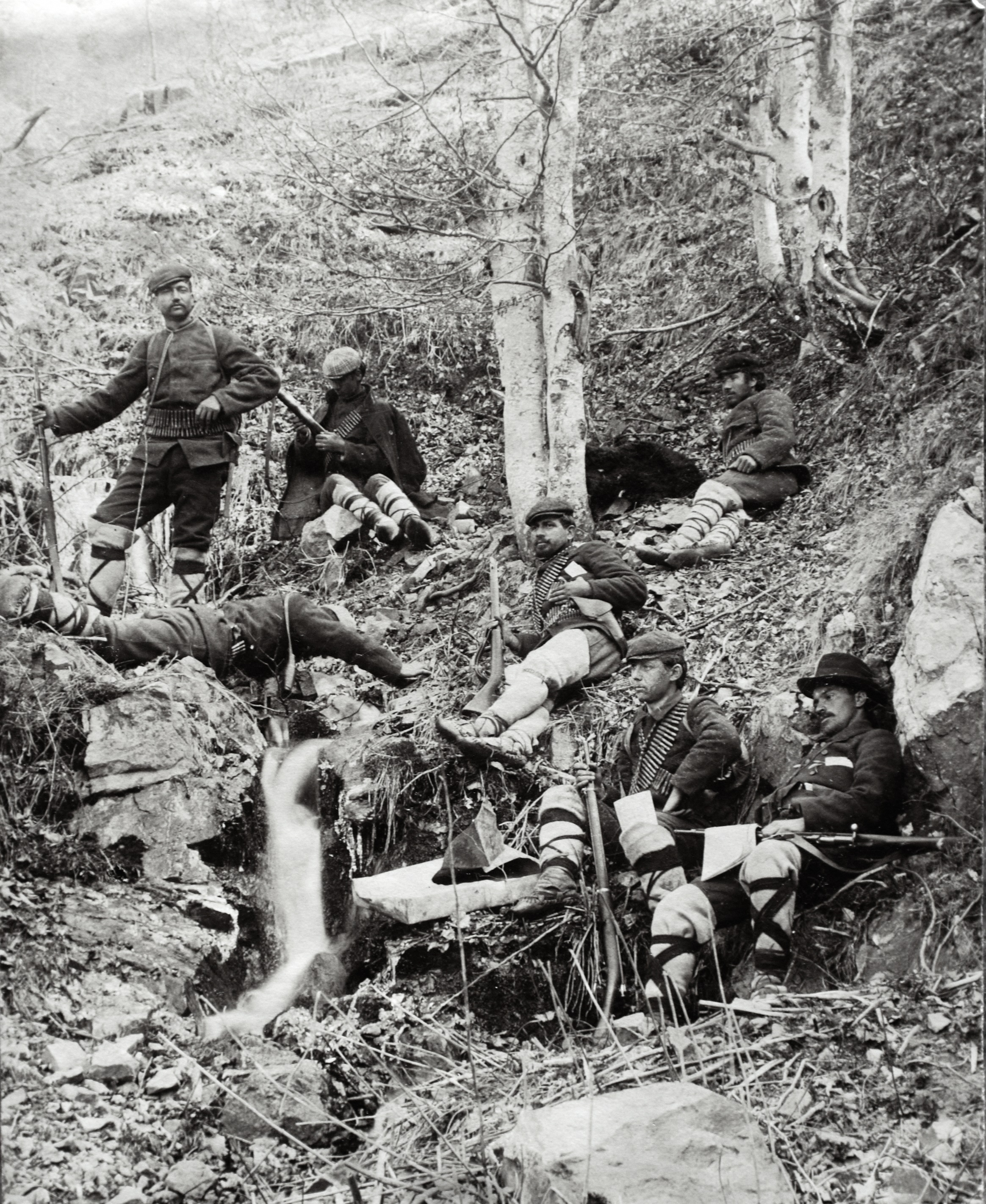
Христо Силянов з іншими воєводами, 1913, альбом Володимира Сіса.

У 1907 році закінчив Софійський університет за спеціальністю історія. Потім стажувався у Швейцарії.  Займався журналістикою і редагував газети «Илинден», « Вести», «Ден», "Вардар", "Болгарія" та інші. 
У 1908 став додатковим членом Закордонного Представництва ВМРО, намагаючись зберегти єдність організації. 

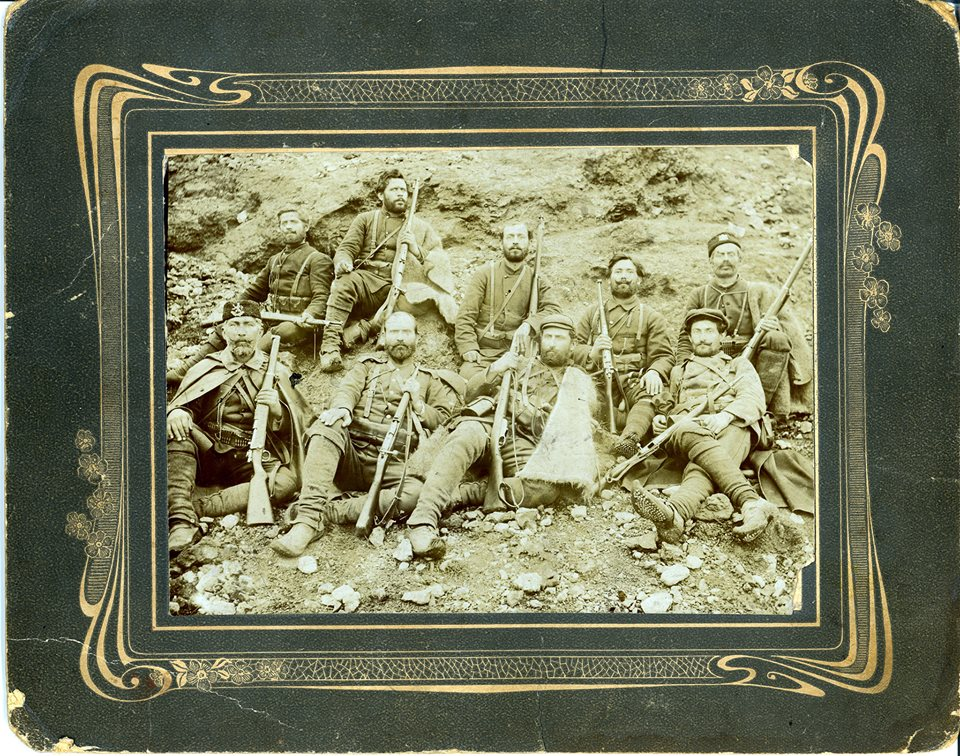
Управління з'єднаної костурської чоти: попереду Терпо Шалапутов, Іван Попов, Васил Чекаларов, Христо Силянов; позаду Сотір Савов, Крістьо Калабуров, Антон Попщеров, Тома Желінський та Ването Канчев.

Під час Балканської війни Христо був лідером добровольчої партизанської чоти № 6 Македонсько-одринського ополчення, яка разом з 4-м загоном Василя Чекаларова і Іваном Поповим № 5 складала спільну прибережну чоту, що діяла разом з грецькими військами в Костурско. Під час Друга болгарської війни перебував у Збірній партизанській роті МОО. 
Після початку Першої світової війни Силянов опинився на проросійських позиціях. За його словами, цілі болгарської та російської політики збігалися. У серпні 1915 він опублікував книжку «Сербсько-болгарський конфлікт і Росія», в якій висловив думку, що сербські життєві інтереси зосереджені навколо Адріатики і Морави, а болгарські — по Вардарському і Егейському морях.  На початку жовтня 1915 Силянова зарештували, а 17 березня 1916 — засудили до довічного ув'язнення за допомогу шпигунській групі, яка діставала інформацію на користь Російської імперії поблизу Стамбула і Босфора. Вирок був скасований наприкінці 1918, і Силянов був звільнений. 
Про це писав у 1919 році Георгій Константинов Бистрицький : 
| " | Христо Силянов з міста Охрид, з вищою освітою, поет і письменник, найрозумніший радник Чакаларова з тяжких людських лих, і він залишився живий, щоб продовжувати співати сумні вірші про свого улюбленого Костурського — за серце Західного Болгарського царства великого Самуїла. | " |

Після війни оселився в Софії, де розвинув журналістську та видавничу діяльність. Разом з Костом Спісаревським і Костом Тодоровим редагував журнал "Сила ". У 1931 — 1932 рр. — голова Товариства столичних журналістів.  Співпрацював із великою кількістю друкованих видань. Після державного перевороту 1922 року вступив у Демократичний союз. Засновник македонського науково-дослідного інституту де був заступником голови. 
Помер 26 вересня 1939 в Софії . Під час поховання промову зробив Димитар Талев . Його син Євген Силянов (1907—1997) — видатний болгарський дипломат.  

## Твори
- „Марко войвода Лерински“ [Архівовано 19 вересня 2018 у Wayback Machine.], Една статия на Христо Силянов за войводата Марко Лерински издадена във в. „Македоно-одрински преглед“, 1903 година
- Сръбско-българският спор и Русия, 1915
- Освободителните борби на Македония, том I [Архівовано 16 травня 2019 у Wayback Machine.]
- Освободителните борби на Македония, том II [Архівовано 17 травня 2019 у Wayback Machine.]
- „Спомени от Странджа“ 1934 година [Архівовано 13 квітня 2021 у Wayback Machine.]
- Писма и изповеди на един четник – Спомени от Странджа – От Витоша до Грамос [Архівовано 15 травня 2019 у Wayback Machine.]
- „Писма и изповеди на един четник (1902 г.)“ [Архівовано 13 травня 2021 у Wayback Machine.], сканове от оригиналното издание от 1927 г.
- Кръгла маса, посветена на Христо Силянов с доклади
- „Член 23 от Берлинския трактат и македонската автономия“ [Архівовано 13 травня 2021 у Wayback Machine.], статия от Христо Силянов публикувана във в-к „Вардар“, год. I, бр. 44, София, 29 август 1912 г.
- „От Витоша до Грамос“ [Архівовано 8 січня 2021 у Wayback Machine.], издание на Костурското благотворително братство – София, 1920 г.
- „Към историята на Гръцката Терористическа Пропаганда в Македония“ [Архівовано 13 травня 2021 у Wayback Machine.], публикувано във в. „Вести“, брой 33 – 43, Цариград, 1909 г.
- "Един именит син на Костурско - Васил Чекаларов" [Архівовано 9 липня 2018 у Wayback Machine.]; Първото издание на книгата на Христо Силянов; 1914 г.